# فینال جام حذفی فوتبال انگلستان ۱۸۷۷
فینال جام حذفی فوتبال انگلستان ۱۸۷۷، رقابت پایانی جام حذفی فوتبال انگلستان در سال ۱۸۷۷ میلادی است که مابین دو تیم باشگاه فوتبال واندررز و باشگاه فوتبال دانشگاه آکسفورد در ورزشگاه اووال لندن برگزار شده است.
این مسابقه که در تاریخ ۲۴ مارس ۱۸۷۷ انجام شده است با نتیجه ۲ بر ۱ به سود تیم باشگاه فوتبال واندررز به پایان رسید.